# Kasagia
Kasagia is een geslacht van kreeftachtigen uit de klasse van de Malacostraca (hogere kreeftachtigen).

## Soort
- Kasagia arbastoi Richer de Forges & Ng, 2007